# Delegacja (film 2018)
Delegacja (tytuł oryginalny: Delegacioni) – albańsko-grecko-francusko-kosowski film fabularny z roku 2018 w reżyserii Bujara Alimaniego.

## Opis fabuły
Trzeci film fabularny w dorobku Bujara Alimaniego. Akcja filmu rozgrywa się w październiku 1990 roku. Do Albanii, w której reżim komunistyczny chyli się ku upadkowi przybywa delegacja międzynarodowa, która ma ocenić realizację reform w tym kraju. Pozytywna ocena delegacji jest podstawowym warunkiem przyjęcia Albanii do OBWE. Do Tirany ma być przywieziony Leo, który ostatnie 15 lat spędził w więzieniu za przestępstwa polityczne, ale po drodze psuje się samochód, którym jedzie i rozpoczyna to serię niefortunnych sytuacji. Na czele delegacji przyjeżdżającej do Albanii stoi dawny kolega Leo (z którym razem studiował w Pradze) i to więzień ma go przekonać, że Albania przestrzega praw człowieka.

## Nagrody i wyróżnienia
Film zdobył nagrodę Grand Prix 34 Warszawskiego Festiwalu Filmowego, a także wyróżnienie jury ekumenicznego. Na Festiwalu Filmowym w Tiranie film zdobył trzy nagrody, w tym nagrodę publiczności i za najlepszy scenariusz. W 2019 film zdobył dwie nagrody na Festiwalu Filmowym w Trieście, w tym nagrodę jury ekumenicznego. W tym samym roku film został zgłoszony jako oficjalny albański kandydat do rywalizacji o 92. rozdanie Oscara w kategorii najlepszego międzynarodowego filmu fabularnego, ale nie uzyskał nominacji.

## Obsada
- Viktor Zhysti jako Leo
- Xhevdet Ferri jako Asllan Beshiri
- Ndriçim Xhepa jako Spiro
- Richard Sammel jako Sasha Loherin, przewodniczący delegacji
- Kristaq Skrami jako dyrektor więzienia
- Kasem Hoxha jako kierowca
- Armend Smajli jako więzień
- Tristan Halilaj jako mechanik
- Armend Ismajli jako więzień
- Ermir Topi jako kierowca
- Denardo Neziri jako urzędnik w urzędzie miasta
- Fatlume Bunjaku
- Avdullah Gjikokaj
- Selaman Lokaj
- Imer Loshi
- Rovena Lule
- Gani Morina
- Bislim Muçaj
- Artan Selimi
- Inva Mula – partie wokalne w filmie